# Plecoptera tripalis
Plecoptera tripalis là một loài bướm đêm trong họ Erebidae.